# René Garnier
Pour les articles homonymes, voir Garnier.
Edouard Louis Marie René Garnier, né le 16 janvier 1887 à Chalon-sur-Saône (Saône-et-Loire) et mort le 8 octobre 1984 à Paris, est un mathématicien français.

## Biographie

### Enfance et études
René Garnier est le fils d'un capitaine de gendarmerie. Son père meurt lorsqu'il n'a que 6 ans. Sa mère l'élève seul et "développe son sens d'observation par des promenades botaniques et le fait participer aux travaux de la Société scientifique du Bourbonnais". Il fait des études secondaires au collège Saint-Michel de Moulins, puis au Sacré-Cœur. Bachelier à 15 ans, sa mère le présente au secrétaire de la faculté des sciences de l'université de Paris, Amédée Guillet. Celui-ci le fait entrer en stage au laboratoire de physique de la faculté puis René Garnier s'inscrit à la faculté en 1903. Il y a comme professeur de calcul différentiel et intégral Édouard Goursat et comme professeur de mécanique rationnelle Paul Appell. Il obtient la licence ès sciences mathématiques en 1905 à l'âge de 18 ans.

### Carrière académique
Après la préparation de sa thèse de doctorat comme boursier, René Garnier fit sa carrière à la faculté des sciences de Poitiers puis à la faculté des sciences de Paris où il enseigna durant 30 ans.
Lauréat du concours d'agrégation de mathématiques en 1906, il n'enseignera cependant jamais en lycée. Il est nommé chargé de conférences de mathématiques générales à la faculté des sciences de Paris en 1907 (il a comme étudiant Louis de Broglie) et boursier de la fondation Commercy (1908-1912). Il est également chargé de cours à l'École des mines en 1909-1910. Il obtient le doctorat ès sciences mathématiques devant la faculté des sciences de Paris en 1911. Il est lauréat d'une partie du grand prix des sciences mathématiques de l'Académie. Il est ensuite préparateur à la faculté des sciences de Paris (1912-1913), puis chargé du cours de calcul différentiel et intégral à la faculté des sciences de Poitiers (oct. 1913-septembre 1914) (en remplacement du professeur Boutroux détaché à l'université de Princeton). En 1914 et 1915 il est également chargé du cours de la fondation Peccot au Collège de France. À partir du 16 mars 1919, il est chargé à Poitiers du cours de mécanique rationnelle et appliquée (en remplacement de Maurice Fréchet en mission à Strasbourg) (il est chargé, en outre, pendant l'année scolaire 1918-1919, de conférences d'astronomie) jusqu'à sa nomination comme titulaire de la chaire le 6 avril 1920, il demande cependant son transfert dans la chaire de calcul différentiel et intégral le 29 novembre 1920. Il rejoint ensuite (1er janvier 1928) la faculté des sciences de Paris, d'abord comme chargé du cours de mathématiques générales (titulaire : Gaston Julia) et chargé de conférences à l'École normale supérieure puis maître de conférences de calcul différentiel et intégral (1er octobre 1931) en remplacement d'Arnaud Denjoy, et obtient le titre de professeur sans chaire (1er janvier 1932). Il est nommé professeur titulaire de la chaire de mathématiques générales le 1er janvier 1936 (Georges Darmois lui succède comme maitre de conférences) et le 1er mars 1941 titulaire de la chaire d'application de l'analyse à la géométrie, puis (30 septembre 1946) de la chaire de géométrie supérieure jusqu'à sa mise à la retraite en 1958. En 1938 il devient également maitre de conférences à l'École normale supérieure de jeunes filles, puis en 1943 maître de conférences de géométrie (1re catégorie) à l'École polytechnique.